# نيمانيا بيليتشا
نيمانيا بيليتشا (بالصربية: Немања Бјелица) مواليد 9 مايو 1988 في بلغراد، جمهورية صربيا الاشتراكية، هو لاعب كرة سلة صربي بدأ مسيرته الاحترافية في سنة 2007 حيث تم اختياره من قبل فريق واشنطن ويزاردز خلال الدرافت يلعب مع فريق مينيسيوتا تيمبر وولفز في الرابطة الوطنية لكرة السلة ويحمل الرقم 88. يبلغ طوله 6 قدم 10.25 بوصة (2.1 م). أحرز المركز الثاني مع منتخب بلاده في بطولة كأس العالم لكرة السلة 2014.

## فرق لعب لها
- ساسكي باسكونيا
- فنربخشة لكرة السلة
- مينيسيوتا تيمبر وولفز

## إحصائيات المسيرة

### الرابطة الوطنية لكرة السلة

#### الموسم الاعتيادي
| السنة   | الفريق                | لعب | بدأ | دقيقة | ميداني% | ثلاثية | حرة  | ارتداد | صنع | استلاب | تصدي | نقطة |
| ------- | --------------------- | --- | --- | ----- | ------- | ------ | ---- | ------ | --- | ------ | ---- | ---- |
| 2015–16 | مينيسيوتا تيمبر وولفز | 60  | 0   | 17.9  | .468    | .384   | .727 | 3.5    | 1.4 | .4     | .4   | 5.1  |
| المسيرة | المسيرة               | 60  | 0   | 17.9  | .468    | .384   | .727 | 3.5    | 1.4 | .4     | .4   | 5.1  |

## روابط خارجية
- نيمانيا بيليتشا على موقع الاتحاد الدولي لكرة السلة (الإنجليزية)
- نيمانيا بيليتشا على موقع الدوري الأوروبي لكرة السلة (الإنجليزية)
- نيمانيا بيليتشا على موقع إن بي أي (الإنجليزية)
- نيمانيا بيليتشا على موقع سبورتس رفرنس (الإنجليزية)
- نيمانيا بيليتشا على موقع الدوري الإسباني لكرة السلة (الإسبانية)
- نيمانيا بيليتشا على موقع كرة السلة الأوروبية.كوم (الإنجليزية)
- نيمانيا بيليتشا على موقع إي إس بي إن.كوم (الإنجليزية)
- نيمانيا بيليتشا على موقع ريلجم (الإنجليزية)
- نيمانيا بيليتشا على موقع بروبوليرز (الإنجليزية)
- نيمانيا بيليتشا على موقع سبورتس رفرنس (الإنجليزية)